# Krstac (Czarnogóra)
Krstac (cyr. Крстац) – wieś w Czarnogórze, w gminie Budva. W 2011 roku liczyła 10 mieszkańców.